# Graphis
Графіс (Graphis) — рід лишайників родини Graphidaceae. Назва вперше опублікована 1763 року.

## Назва
Їх зазвичай називають писемним лишайником (англ. script lichen), лишайником секретного шрифта (англ. secret writing lichen) або подібними іменами, тому що його малюнок на його слоєвищі робить його схожим на таємничі написи.

## Будова
Рід налічує 300 видів, для яких характерні безбарвні витягнуті дво- або багатоклітинні спори з лінзоподібними або округлими просвітами клітин.  
Гастеротеції у цих лишайників сильно подовжені, прості або розгалужені, іноді утворюють зірчасті групи або розподіляються на слані правильними паралельними рядами. Їх диск, як правило, щілиноподібний, облямований товстим виступаючим гладким або борознистим краєм.

## Поширення та середовище існування
Майже всі види цього роду зустрічаються в тропічних і субтропічних країнах, в помірні області заходять всього кілька видів.

## Галерея

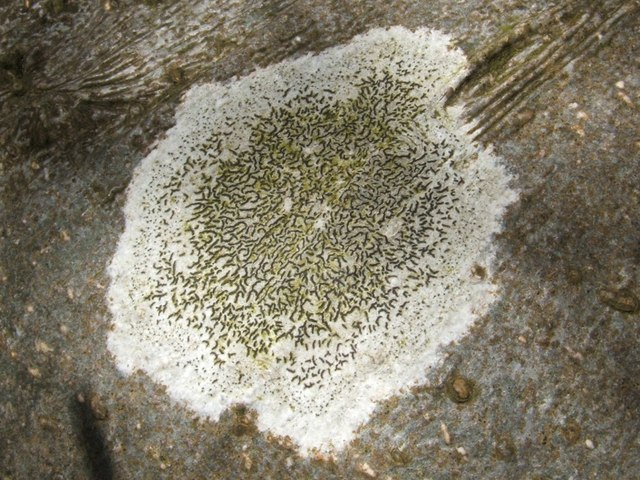
Graphis scripta
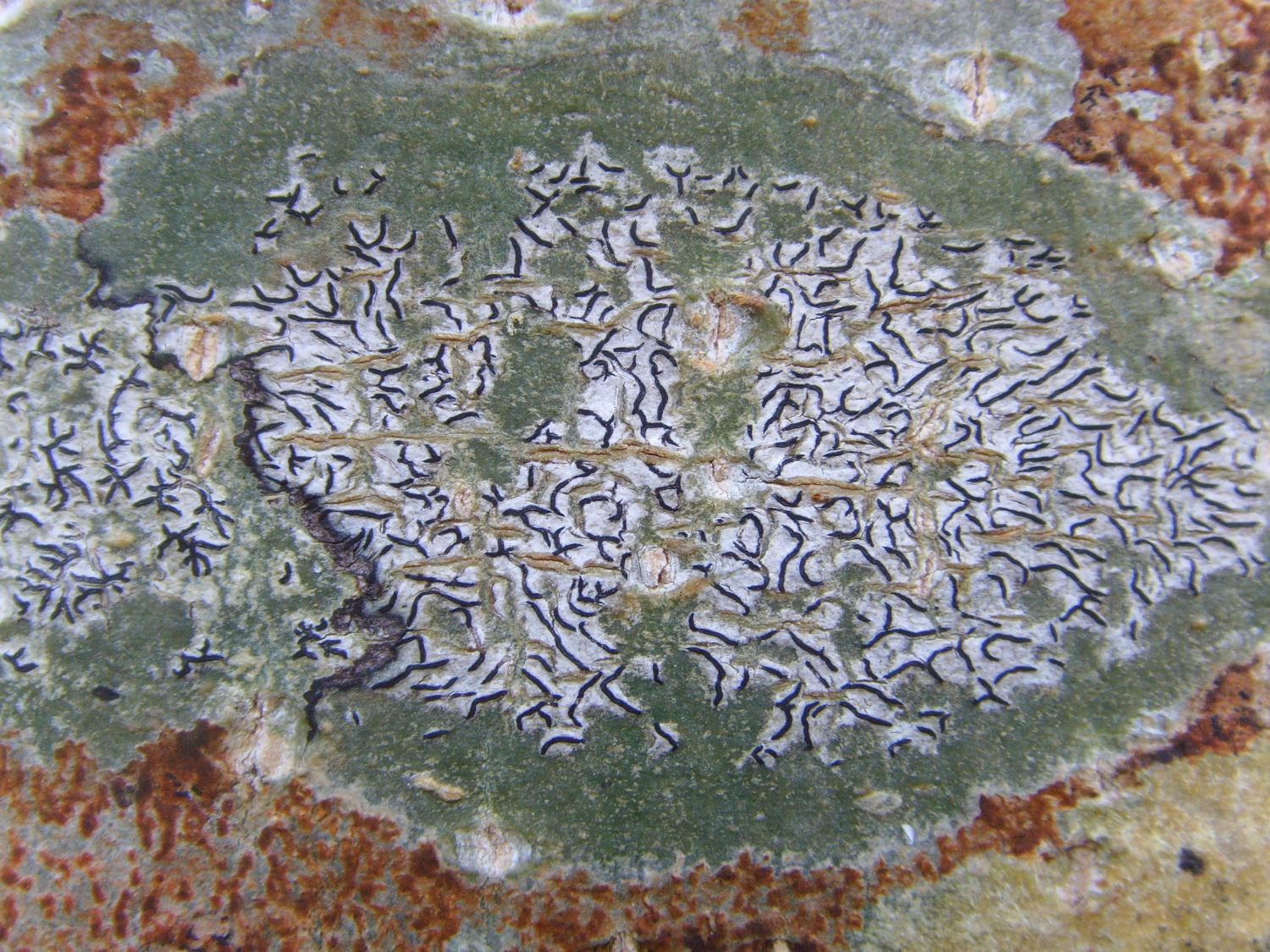
Graphina anguina
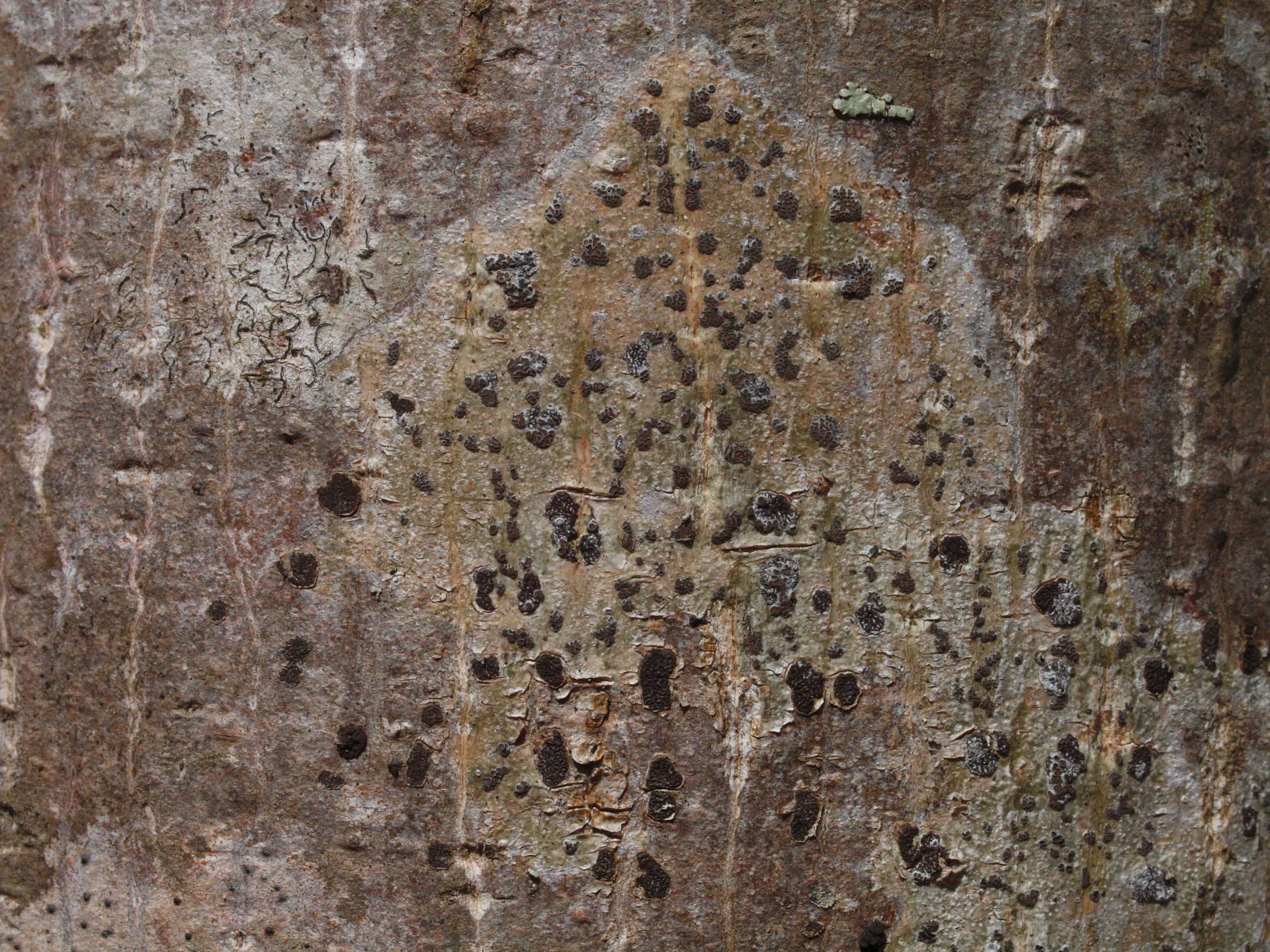
Glyphis cicatricosa